# Los segundos cuentan
Los segundos cuentan fue un concurso televisivo emitido de lunes a sábado a las 14 horas por la cadena española Antena 3 entre 1990 y 1991. Está basado en el concurso de la televisión estadounidense Every Second Counts, emitido por la cadena CBS entre 1984 y 1985.

## Presentación
Desde su estreno en la parrilla de programación inaugural de la cadena hasta el 2 de febrero de 1991 fue presentado por Elisenda Roca que abandonó el espacio al ser fichada por TVE para presentar otro concurso: Cifras y letras. Tras una semana en la que transitoriamente condujo Miguel Ángel Nieto, desde el 11 de febrero  hasta su cancelación en junio de ese mismo año, la presentación corrió a cargo de la actriz Lydia Bosch

## Mecánica
Bajo el formato de pregunta-respuesta de contenido cultural, el objetivo de los concursantes (parejas) era acumular segundos, que al finalizar el programa se canjeaban por dinero.